# Apoclima signaticorne
Apoclima signaticorne är en stekelart som beskrevs av Forster 1881. Apoclima signaticorne ingår i släktet Apoclima och familjen brokparasitsteklar. Inga underarter finns listade i Catalogue of Life.